# Frank Rijkaard
Franklin Edmundo »Frank« Rijkaard (IPA: [ˈfrɑŋk ˈrɛi̯.kaːrt], nizozemski nogometaš in trener, * 30. september 1962, Amsterdam, Nizozemska.
Rijkaard je kariero začel in končal pri klubu Ajax v nizozemski ligi, za katerega je skupno odigral 261 prvenstvenih tekem in dosegel 59 golov. V letih 1987 in 1988 je bil član kluba Sporting CP, za katerega pa ni odigral uradne tekme, saj je bil posojen v španski klub Zaragoza. Med letoma 1988 in 1993 je za Milan v Serie A odigral 142 prvenstvih tekem in dosegel 16 golov. Z Ajaxom je osvojil naslov nizozemskega državnega prvaka v sezonah 1981/82, 1982/83, 1984/85, 1993/94 in 1994/95, nizozemski pokal v sezonah 1982/83, 1985/86, 1986/87, nizozemski superpokal v letih 1993 in 1994 ter Pokal državnih prvakov leta 1987 in Ligo prvakov leta 1995. Z Milanom je osvojil naslov italijanskega državnega prvaka v sezonah 1991/92 in 1992/93, italijanski superpokal v letih 1988 in 1992, Pokal državnih prvakov v letih 1989 in 1990, evropski superpokal v letih 1989 in 1990 ter interkontinentalni pokal v letih 1989 in 1990.
Za nizozemsko reprezentanco je nastopil na svetovnih prvenstvih v letih 1990 in 1994 ter evropskih prvenstvih v letih 1988 in 1992. Leta 1988 je z reprezentanco osvojil naslov evropskega prvaka, leta 1992 pa so se uvrstili v polfinale. Skupno je za reprezentanco med letoma 1981 in 1994 odigral 73 uradnih tekem in dosegel 10 golov.
Leta 1998 je postal selektor nizozemske reprezentance, ki jo je vodil do leta 2000, ko je prevzel klub Sparta Rotterdam. Med letoma 2003 in 2008 je vodil Barcelono, s katero je osvojil naslov španskega državnega prvaka v sezonah 2004/05 in 2005/06, španski superpokal v letih 2005 in 2006 ter Ligo prvakov v sezoni 2005/06. Med letoma 2009 in 2010 je vodil Galatasaray, med letoma 2011 in 2013 pa je bil selektor reprezentance Saudove Arabije.